# Ochrocladosporium frigidarii
Ochrocladosporium frigidarii är en svampart som beskrevs av Crous & U. Braun 2007. Ochrocladosporium frigidarii ingår i släktet Ochrocladosporium, ordningen Pleosporales, klassen Dothideomycetes, divisionen sporsäcksvampar och riket svampar.   Inga underarter finns listade i Catalogue of Life.